# Andrés Gimeno
Andrés Gimeno Tolaguera (Barcelona, 3 de agosto de 1937 - 9 de outubro de  2019) foi um tenista profissional espanhol que atuou no período de 1960 a 1975.
O tenista ganhou o torneio de Roland-Garros de 1972, quando tinha 34 anos. Defendeu as cores da Espanha na Copa Davis, fazendo parte da equipe em 1958-60 e 1972-73.
Gimeno morreu em 9 de outubro de 2019 aos 82 anos de idade.

## Grand Slam finals

### Simples 2 (1 título 1 vice)
| Resultado | Ano  | Campeonato       | Piso   | Oponente       | Placar             |
| Vice      | 1969 | Australian Open  | Grama  | Rod Laver      | 3–6, 4–6, 5–7      |
| Campeão   | 1972 | Aberto da França | Saibro | Patrick Proisy | 4–6, 6–3, 6–1, 6–1 |